# Eugenio Raffaele Faggiano
Il Servo di Dio Eugenio Raffaele Faggiano (Salice Salentino, 28 gennaio 1877 – Manduria, 2 maggio 1960) è stato un vescovo cattolico italiano, appartenente alla Congregazione della Passione di Gesù Cristo.

## Biografia
Eugenio Raffaele Faggiano nacque a Salice Salentino, in provincia di Lecce, il 28 gennaio 1877 da Donato e Concetta Leuzzi.
Avvertiti i primi segni vocazionali durante una missione predicata dai padri passionisti nel 1892, entrò in congregazione, emettendo dapprima i voti religiosi nel 1894 ed essendo poi ordinato sacerdote il 31 maggio del 1903.
Dopo aver ricoperto anche la carica di cappellano militare nell'esercito, durante il Primo Conflitto Mondiale, si trasferì a Manduria, dove il 28 agosto 1925 venne eletto superiore provinciale della Provincia Passionista Puglie-Calabria.
Il 2 settembre 1931 fu nominato maestro dei novizi a Laurignano.
Il 15 febbraio 1936 ricevette la nomina a vescovo di Cariati e fu consacrato il 19 aprile 1936.
Nell'esercizio del suo ministero, fu affiancato dai due sacerdoti diocesani Monsignor Ferraro e Servo di Dio don Vitetti, i quali lo coadiuvarono nel delicato compito di rilevare le sorti dell'ormai decaduta diocesi. Sempre con enormi sacrifici e con grande carità, Faggiano provvide ai bisogni del clero e del popolo della sua diocesi: per questa sua irrefrenabile generosità fu denominato il vescovo dalle mani bucate. Nel 1949 portò a termine l'opera di restauro della facciata della cattedrale di San Donato di Umbriatico.
Si ritirò dalla diocesi il 25 settembre 1956 per ragioni di salute.
Faggiano morì a Manduria il 2 maggio 1960, nel convento dei suoi confratelli passionisti. Le sue spoglie riposano nel santuario della Madonna d'Itria, comunità passionista che egli volle vi fosse stabilita appena eletto vescovo della diocesi di Cariati.
Introdotta la causa, nel giugno del 1991 si è conclusa la fase diocesana del processo di canonizzazione.

## Genealogia episcopale
La genealogia episcopale è:
- Cardinale Scipione Rebiba
- Cardinale Giulio Antonio Santori
- Cardinale Girolamo Bernerio, O.P.
- Arcivescovo Galeazzo Sanvitale
- Cardinale Ludovico Ludovisi
- Cardinale Luigi Caetani
- Cardinale Ulderico Carpegna
- Cardinale Paluzzo Paluzzi Altieri degli Albertoni
- Papa Benedetto XIII
- Papa Benedetto XIV
- Papa Clemente XIII
- Cardinale Marcantonio Colonna
- Cardinale Giacinto Sigismondo Gerdil, B.
- Cardinale Giulio Maria della Somaglia
- Cardinale Carlo Odescalchi, S.I.
- Cardinale Costantino Patrizi Naro
- Cardinale Lucido Maria Parocchi
- Papa Pio X
- Papa Benedetto XV
- Cardinale Willem Marinus van Rossum, C.SS.R.
- Arcivescovo Giuseppe Nogara
- Arcivescovo Roberto Nogara
- Vescovo Eugenio Raffaele Faggiano